# Пад грофовије Триполи
Пад Триполија 1289. године означава крај ове крсташке државе. Египатски султан Калаван осваја Триполи 27. априла 1289. године.

## Опсада
Примирјем између Египта и крсташа из 1183. године (на 10 година) били су обухваћени градови: Акра, Сидон и Атлит. Гроф Триполија, Боемунд VI, га није потписао рачунајући још увек на помоћ свог монголског савезника Хулагуа. Султан Калаван опседа град марта 1289. године. Градом је командовала Луција од Триполија. Дана 27. априла град је освојен и разорен. Становници су у паници бежали и покушавали да се докопају луке. Мноштво се пребацило на мало острво у близини. Муслимани су на лађама допливали до острва и поклали све на које су наишли.